# فایشتوالد
فایشتوالد (به آلمانی: Fichtwald) یک شهر در آلمان است که در البه-الشتر واقع شده‌است. فایشتوالد ۷۱۶ نفر جمعیت دارد.